# Ejército de Túnez
El Ejército de Tierra de Túnez (en árabe: جيش البر التونسي) (en francés: Armée de terre tunisienne) es el componente terrestre de las Fuerzas Armadas de Túnez. El mando de las fuerzas terrestres está situado en Bizerta. Las Fuerzas Armadas de Túnez se crearon el 30 de junio de 1956.

## Historia

### Introducción
El Ejército de tierra tunecino es la rama militar más grande de las Fuerzas armadas de Túnez y tiene una presencia dominante en el Estado Mayor actual. Se estima que cuenta con unos 90 000 efectivos, además de 60 000 reservistas, lo que supone un total de 150 000 efectivos. El ejército moderno se creó en la década de 1830. Ha participado en combates importantes en una ocasión: contra Francia durante la Crisis de Bizerta de 1961. La misión del Ejército tunecino es defender al país contra cualquier ataque extranjero, permitir el desarrollo de un contraataque diplomático y fomentar la implicación de las Naciones Unidas, proteger a los nacionales tunecinos en todo el mundo y participar en misiones de mantenimiento de la paz.

### Formación del Ejército tunecino
El Ejército tunecino moderno fue formado en 1831 por Hassine I de Túnez. Los primeros batallones del Ejército regular tunecino moderno se crearon al mismo tiempo que la reforma del Ejército del Imperio otomano y después de la conquista francesa de Argelia en 1830. Por iniciativa del ministro de Hussein Bey II, Mamluk Shakir Saheb Ettabaâ, se estableció un batallón de infantería tunecina en Túnez en enero de 1831. Al año siguiente, se creó otro batallón, formado principalmente por sahelianos y con base en Susa. Los soldados y oficiales fueron entrenados, equipados y vestidos a la moda europea, como los primeros regimientos del ejército otomano después de las reformas del Sultán Mahmud II que siguieron a la eliminación del cuerpo de Jenízaros. 
Ahmed Bey I se basó en las reformas iniciales del reinado de su tío, Hussein Bey II, e inició cambios más amplios tanto en el ejército como en el estado tunecino. Los primeros cambios incluyeron la creación del primer regimiento de caballería regular de Túnez en 1838, la apertura de una academia militar en 1840 y la creación de cuatro regimientos de infantería basados en reclutas en 1842. Se organizaron cuatro unidades de artillería entre 1838 y 1847, que se integrarían con la infantería reclutada.

## Rangos
El Ejército de Túnez está formado por un cuerpo de oficiales, suboficiales y otros rangos.

### Generales
| Grado militar       | Insignia | Rango OTAN |
| ------------------- | -------- | ---------- |
| Teniente General    |          | OF-10      |
| General de División |          | OF-9       |
| General de Brigada  |          | OF-8       |

### Jefes, oficiales y cadetes
| Grado militar       | Insignia | Rango OTAN |
| ------------------- | -------- | ---------- |
| Coronel mayor       |          | OF-7       |
| Coronel             |          | OF-6       |
| Teniente coronel    |          | OF-5       |
| Comandante          |          | OF-4       |
| Capitán             |          | OF-3       |
| Teniente            |          | OF-2       |
| Alférez             |          | OF-1       |
| Aspirante a oficial |          | OF-D       |
| Cadete              |          | OF-D       |

## Armamento

### Armas antitanque
| Nombre                                    | Fotografías      | Origen           | Tipo                |
| Misil antitanque                          | Misil antitanque | Misil antitanque | Misil antitanque    |
| ----------------------------------------- | ---------------- | ---------------- | ------------------- |
| BGM-71 TOW                                |                  | Estados Unidos   | Misil antitanque    |
| MILAN                                     |                  | Unión Europea    | Misil antitanque    |
| Cañones sin retroceso                     |                  |                  |                     |
| Cañón sin retroceso M40                   |                  | Estados Unidos   | Cañón sin retroceso |
| Cañón sin retroceso Carl Gustaf de 8,4 cm |                  | Suecia           | Cañón sin retroceso |
| Lanzacohetes                              |                  |                  |                     |
| RPG-32                                    |                  | Jordania Rusia   | Lanzacohetes        |
| LRAC F1                                   |                  | Francia          | Lanzacohetes        |

### Armas de fuego
| Nombre                            | Fotografía               | Origen                   | Tipo                                             | Munición                 |
| Pistolas semiautomáticas          | Pistolas semiautomáticas | Pistolas semiautomáticas | Pistolas semiautomáticas                         | Pistolas semiautomáticas |
| --------------------------------- | ------------------------ | ------------------------ | ------------------------------------------------ | ------------------------ |
| Glock 17                          |                          | Austria                  | Pistola semiautomática                           | 9 × 19 mm Parabellum     |
| FN Browning GP-35                 |                          | Bélgica Estados Unidos   | Pistola semiautomática                           | 9 × 19 mm Parabellum     |
| Beretta M1951                     |                          | Italia                   | Pistola semiautomática                           | 9 × 19 mm Parabellum     |
| Subfusiles                        |                          |                          |                                                  |                          |
| Heckler & Koch MP5                |                          | Alemania                 | Subfusil                                         | 9 × 19 mm Parabellum     |
| Beretta M12                       |                          | Italia                   | Subfusil                                         | 9 × 19 mm Parabellum     |
| Escopetas                         |                          |                          |                                                  |                          |
| Franchi SPAS-15                   |                          | Italia                   | Escopeta semiautomática                          | Calibre 12               |
| Carabinas                         |                          |                          |                                                  |                          |
| Carabina M4                       |                          | Estados Unidos           | Carabina                                         | 5,56 × 45 mm OTAN        |
| Fusiles de asalto                 |                          |                          |                                                  |                          |
| Steyr AUG                         |                          | Austria                  | Fusil de asalto                                  | 5, 56 × 45 mm OTAN       |
| Fusil M16                         |                          | Estados Unidos           | Fusil de asalto                                  | 5,56 × 45 mm OTAN        |
| AKM                               |                          | Rusia                    | Fusil de asalto                                  | 7,62 × 39 mm             |
| Tipo 56                           |                          | China                    | Fusil de asalto                                  | 7,62 × 39 mm             |
| Fusiles de combate                |                          |                          |                                                  |                          |
| FN FAL                            |                          | Bélgica                  | Fusil de combate                                 | 7,62 × 51 mm OTAN        |
| Fusil de tirador designado        |                          |                          |                                                  |                          |
| Heckler & Koch HK417              |                          | Alemania                 | Fusil de tirador designadoFusil semiautomático   | 7,62 × 51 mm OTAN        |
| Fusiles de francotirador          |                          |                          |                                                  |                          |
| Steyr SSG 69                      |                          | Austria                  | Fusil de francotiradorFusil de cerrojo           | 7,62 × 51 mm OTAN        |
| M110 Semi-Automatic Sniper System |                          | Estados Unidos           | Fusil de francotiradorFusil semiautomático       | 7,62 × 51 mm OTAN        |
| Fusil antimaterial                |                          |                          |                                                  |                          |
| Barret M82                        |                          | Estados Unidos           | Fusil antimaterial                               | 12,7 × 99 mm OTAN        |
| Ametralladoras                    |                          |                          |                                                  |                          |
| FN Minimi                         |                          | Bélgica Estados Unidos   | Ametralladora ligeraArma automática de escuadrón | 5,56 × 45 mm OTAN        |
| Ametralladora ligera M249         |                          | Bélgica Estados Unidos   | Ametralladora ligeraArma automática de escuadrón | 5,56 × 45 mm OTAN        |
| FN MAG                            |                          | Bélgica                  | Ametralladora de propósito general               | 7,62 × 51 mm OTAN        |
| Ametralladora M60                 |                          | Estados Unidos           | Ametralladora de propósito general               | 7,62 × 51 mm OTAN        |
| Rheinmetall MG3                   |                          | Alemania                 | Ametralladora de propósito general               | 7,62 × 51 mm OTAN        |
| Browning M1919                    |                          | Estados Unidos           | Ametralladora media                              | .30-06 Springfield       |
| M2 Browning                       |                          | Estados Unidos           | Ametralladora pesada                             | 12,7 × 99 mm OTAN        |
| Lanzagranadas                     |                          |                          |                                                  |                          |
| Lanzagranadas M203                |                          | Estados Unidos           | Lanzagranadas acoplado                           | Granada de 40 mm         |
| Mk 19                             |                          | Estados Unidos           | Lanzagranadas automático                         | Granada de 40 mm         |

### Artillería remolcada
| Nombre               | Fotografía           | Origen               | Tipo                     |
| Artillería remolcada | Artillería remolcada | Artillería remolcada | Artillería remolcada     |
| -------------------- | -------------------- | -------------------- | ------------------------ |
| M198                 |                      | Estados Unidos       | Obús remolcado de 155 mm |
| M101A1               |                      | Estados Unidos       | Obús remolcado de 105 mm |

### Cascos de combate
| Nombre                | Fotografía        | Origen            | Tipo              |
| Cascos de combate     | Cascos de combate | Cascos de combate | Cascos de combate |
| --------------------- | ----------------- | ----------------- | ----------------- |
| Casco de combate FAST |                   | Estados Unidos    | Casco de combate  |
| Casco ligero          |                   | Estados Unidos    | Casco de combate  |

### Dispositivo de puntería láser
| Nombre                        | Fotografía                    | Origen                        | Tipo                          |
| Dispositivo de puntería láser | Dispositivo de puntería láser | Dispositivo de puntería láser | Dispositivo de puntería láser |
| ----------------------------- | ----------------------------- | ----------------------------- | ----------------------------- |
| AN/PEQ-15                     |                               | Estados Unidos                | Dispositivo de puntería láser |

### Defensa antiaérea
| Nombre                                    | Fotografía           | Origen               | Tipo                            |
| Artillería antiaérea                      | Artillería antiaérea | Artillería antiaérea | Artillería antiaérea            |
| ----------------------------------------- | -------------------- | -------------------- | ------------------------------- |
| Zastava M55                               |                      | Serbia               | Artillería antiaérea            |
| MANPADS                                   |                      |                      |                                 |
| RBS-70 Bofors                             |                      | Suecia               | MANPADS                         |
| Radares                                   |                      |                      |                                 |
| Giraffe AMB                               |                      | Suecia               | Radar de defensa antiaérea      |
| AN/TPQ-53 Quick Reaction Capability Radar |                      | Estados Unidos       | Radar de fuego de contrabatería |
| Sistemas antiaéreos                       |                      |                      |                                 |
| MIM-72 Chaparral                          |                      | Estados Unidos       | Sistema antiaéreo               |

### Morteros
| Nombre               | Fotografía | Origen         | Tipo                     |
| Morteros             | Morteros   | Morteros       | Morteros                 |
| -------------------- | ---------- | -------------- | ------------------------ |
| Mortero M30          |            | Estados Unidos | Mortero pesado de 107 mm |
| Mortero M29          |            | Estados Unidos | Mortero mediano de 81 mm |
| Hirtenberger M6C-210 |            | Austria        | Mortero ligero           |

## Vehículos

### Ambulancias
| Nombre          | Fotografía  | Origen         | Tipo               |
| Ambulancias     | Ambulancias | Ambulancias    | Ambulancias        |
| --------------- | ----------- | -------------- | ------------------ |
| Ambulancia M997 |             | Estados Unidos | Ambulancia militar |

### Camiones cisterna
| Nombre                      | Fotografía        | Origen            | Tipo              |
| Camiones cisterna           | Camiones cisterna | Camiones cisterna | Camiones cisterna |
| --------------------------- | ----------------- | ----------------- | ----------------- |
| Mercedes-Benz Unimog U-4000 |                   | Alemania          | Camión cisterna   |
| Camión M49                  |                   | Estados Unidos    | Camión cisterna   |

### Camiones militares
| Nombre                      | Fotografía         | Origen             | Tipo               |
| Camiones militares          | Camiones militares | Camiones militares | Camiones militares |
| --------------------------- | ------------------ | ------------------ | ------------------ |
| Mercedes-Benz Unimog U-5000 |                    | Alemania           | Camión militar     |
| Camión militar M35          |                    | Estados Unidos     | Camión militar     |
| Camión militar USMC M923    |                    | Estados Unidos     | Camión militar     |

### Vehículos aéreos no tripulados
| Nombre     | Fotografía | Origen         | Tipo |
| VANT       | VANT       | VANT           | VANT |
| ---------- | ---------- | -------------- | ---- |
| RQ-20 Puma |            | Estados Unidos | VANT |
| Phantom    |            | China          | VANT |

### Vehículos blindados de combate
| Nombre                               | Fotografía        | Origen            | Tipo                                |
| Carros de combate                    | Carros de combate | Carros de combate | Carros de combate                   |
| ------------------------------------ | ----------------- | ----------------- | ----------------------------------- |
| M60 Patton                           |                   | Estados Unidos    | Carro de combate principal          |
| Cazacarros                           |                   |                   |                                     |
| SK-105 Kürassier                     |                   | Austria           | Cazacarros                          |
| Vehículos de reconocimiento blindado |                   |                   |                                     |
| Panhard AML                          |                   | Francia           | Vehículo de reconocimiento blindado |
| EE-9 Cascavel                        |                   | Brasil            | Vehículo de reconocimiento blindado |
| Transporte blindado de personal      |                   |                   |                                     |
| M113                                 |                   | Estados Unidos    | Transporte blindado de personal     |
| Fiat Otobreda 6614                   |                   | Italia            | Transporte blindado de personal     |
| EE-11 Urutu                          |                   | Brasil            | Transporte blindado de personal     |
| MRAP                                 |                   |                   |                                     |
| BMC Kirpi                            |                   | Turquía           | MRAP                                |
| Ejder Yalcin                         |                   | Turquía           | MRAP                                |
| ATF Dingo 2                          |                   | Alemania          | MRAP                                |
| BMC Vuran                            |                   | Turquía           | MRAP                                |
| Otokar Cobra 2                       |                   | Turquía           | MRAP                                |
| ACMAT Bastion                        |                   | Francia           | MRAP                                |
| Vehículos blindados de recuperación  |                   |                   |                                     |
| Vehículo de recuperación M88A1       |                   | Estados Unidos    | Vehículo de recuperación blindado   |
| HETS-M1000                           |                   | Estados Unidos    | Vehículo de recuperación blindado   |

### Vehículos de infantería
| Nombre                        | Fotografía              | Origen                  | Tipo                    |
| Vehículos de infantería       | Vehículos de infantería | Vehículos de infantería | Vehículos de infantería |
| ----------------------------- | ----------------------- | ----------------------- | ----------------------- |
| Humvee                        |                         | Estados Unidos          | Vehículo de infantería  |
| SOCOM Ground Mobility Vehicle |                         | Estados Unidos          | Vehículo de infantería  |
| Iveco LMV                     |                         | Italia                  | Vehículo de infantería  |
| Technamm Masstech T4          |                         | Francia                 | Vehículo de infantería  |
| Dongfeng Mengshi CSK-131      |                         | China                   | Vehículo de infantería  |
| Vehículo todoterreno Jeep J8  |                         | Estados Unidos Egipto   | Vehículo de infantería  |
| Nimr APC                      |                         | Emiratos Árabes Unidos  | Vehículo de infantería  |

### Vehículos todoterreno
| Nombre                | Fotografía            | Origen                | Tipo                  |
| Vehículos todoterreno | Vehículos todoterreno | Vehículos todoterreno | Vehículos todoterreno |
| --------------------- | --------------------- | --------------------- | --------------------- |
| Toyota Land Cruiser   |                       | Japón                 | Vehículo todoterreno  |
| M151A2 MUT            |                       | Estados Unidos        | Vehículo todoterreno  |
| Land Rover Defender   |                       | Reino Unido           | Vehículo todoterreno  |